# Magatzems Torras
Magatzem Torras, també conegut com a Cal Sastre d'Olesa, és un edifici del centre de Terrassa (Vallès Occidental), situat al capdamunt del carrer de Sant Pere, protegit com a bé cultural d'interès local.

## Descripció

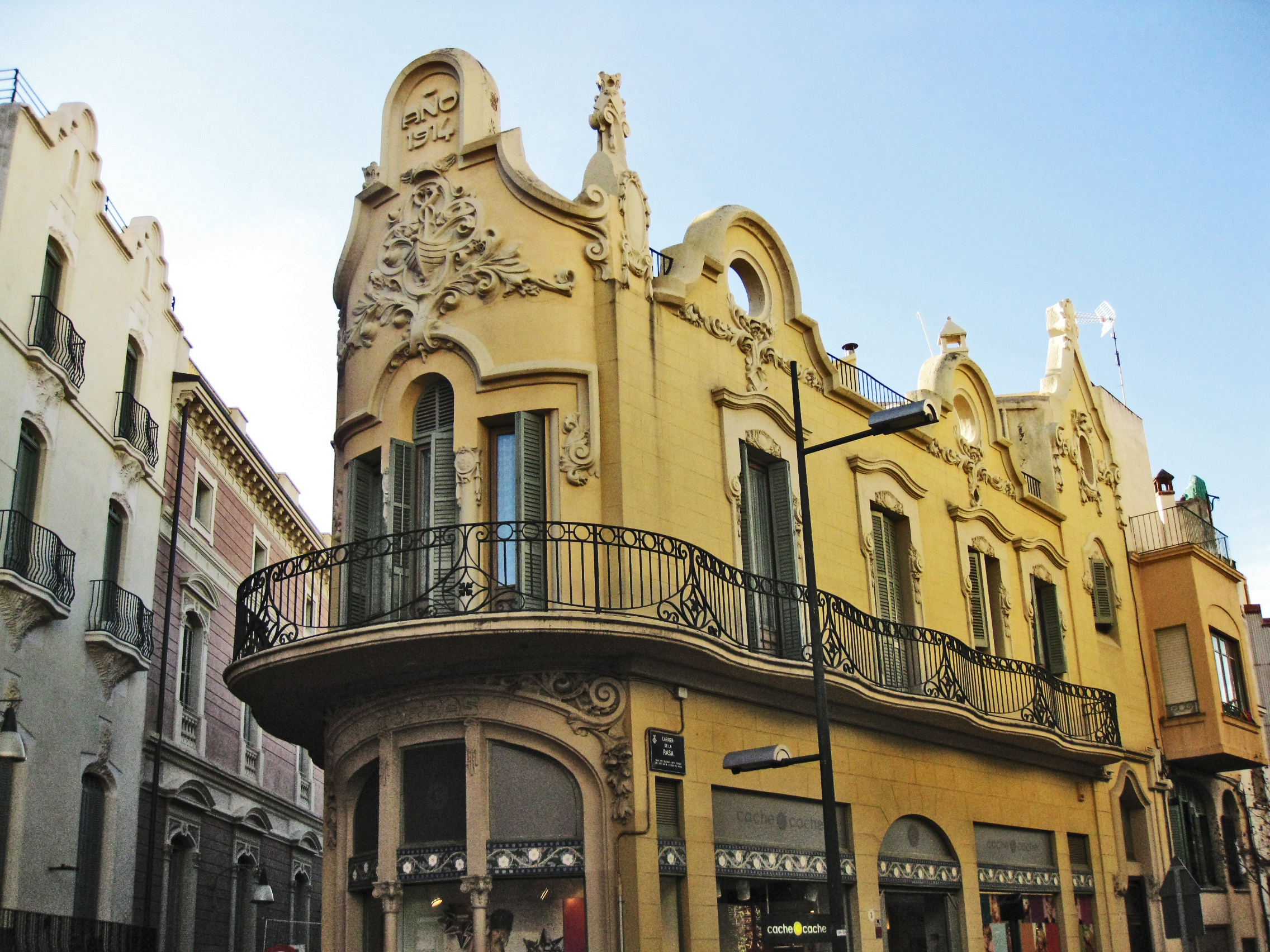
Vista de la façana del carrer de la Rasa

Es tracta d'un edifici situat a l'entroncament de dos carrers (el de Sant Pere i el de la Rasa) i amb mitgera. De planta quasi triangular, consta de planta baixa i pis, la primera de les quals s'utilitza per a fins comercials i la superior com a habitatge dels propietaris. L'edifici, resolt en cantonada, presenta dos cossos horitzontals diferenciats per la gran balconada del primer pis que recorre tota la façana, i deixa la planta baixa i l'entresolat a manera de sòcol com a suport de la resta. Les obertures de la planta baixa han estat reformades, encara que amb molta cura d'integració, mantenint la sanefa de trencadís que separa els aparadors de l'entresolat. Les obertures del primer pis conserven tota la decoració original, amb guardapols i relleus als muntants. L'edifici és acabat amb gran èmfasi a la cantonada, amb un gablet motllurat on apareix un gran relleu floral amb el símbol d'Hermes o Mercuri, el déu del comerç, i l'any d'execució de l'obra, i flanquejat per dos pinacles. La resta de la decoració de l'edifici segueix el mateix tractament. La façana és feta d'estuc dibuixat amb línies de carreus.

## Història
L'edifici és conegut popularment pel nom de Cal Sastre d'Olesa, ja que Pere Torras i Obiols, nascut a Castellar del Vallès, va treballar a Olesa de Montserrat com a teixidor d'una fàbrica de cotó. Amb seva esposa Cecília Vilata, sastressa de professió, es van traslladar a Terrassa a principis del segle xx, on obriren una botiga de roba, ubicada on més tard seria Cal Farràs, al carrer de Gavatxons. Pere Torras va fer enderrocar tres cases del carrer de Sant Pere per construir-hi aquest magatzem industrial, projectat per l'arquitecte municipal Melcior Viñals el 1914. Era l'únic magatzem tèxtil terrassenc que també feia venda al detall. L'edifici compta amb unes grans obertures a la planta baixa i està molt bén situat estratègicament, això ha fet perdurar la seva funció comercial de forma bastant continuada.